# Морсби, Джон
Джон Морсби (англ. John Moresby, 15 марта 1830, деревня Оллерфорд, графство Сомерсет — 12 июля 1922, Фэрхем, графство Хэмпшир) — британский контр-адмирал, исследователь.
Родился в семье адмирала флота Фэрфакса Морсби. В очень молодом возрасте он пошёл на флот в качестве волонтёра 1-го класса на корабле «Виктор» и постепенно вырос до капитана 1031-тонного парового колёсного шлюпа «Василиск», на котором проводил гидрологические изыскания возле восточной части острова Новая Гвинея. В ходе своих изысканий он открыл залив, который в честь своего отца назвал заливом Фэрфакс; впоследствии из существовавших там туземных поселений вырос город, который получил название Порт-Морсби.
Джон Морсби также занимался поисками кратчайшего пути из Австралии в Китай. У восточной оконечности острова он открыл пролив, который назвал Чайна-Стрейтс, и продолжил свои изыскания к северу вплоть до залива Хуон.
Впоследствии был произведён в контр-адмиралы.

## Печатные работы
- New Guinea and Polynesia…, John Moresby, John Murray 1876 (reprinted 2002, Elibron Classics, ISBN 1-4021-8798-X)
- Two Admirals, Admiral of the Fleet, Sir Fairfax Moresby (1786—1877), and His Son, John Moresby. A Record of Life and Service in the British Navy for a Hundred Years, John Moresby, Murray, London 1909